# Campeonato do México de Ciclismo em Estrada
O Campeonato do México de Ciclismo em Estrada é a corrida anual organizada para determinar o campeão ciclista do México de cada ano, na modalidade. O título é outorgado ao vencedor de uma única prova, na modalidade de em linha. O vencedor obtêm o direito de usar a maillot com as cores da bandeira mexicana até ao campeonato do ano seguinte, unicamente quando disputa provas em linha.

## Palmares
| Ano  | Vencedor              | Segundo               | Terceiro              |
| 1998 | Jesús Zarate Estrada  | ?                     | ?                     |
| 1999 | Eduardo Graciano      | Carlos Hernández      | Omar Martínez         |
| 2000 | Miguel Arroyo         | Alejandro Mendoza     | José Luis Jiménez     |
| 2001 | Juan Luis González    | Miguel Arroyo         | Andrés Contreras      |
| 2002 | Andrés Contreras      | Manuel Hernández      | Manuel Carbajal       |
| 2003 | Antonio Aldape        | ?                     | ?                     |
| 2004 | ?                     | ?                     | ?                     |
| 2005 | Domingo González      | Armando Vigeras       | Ricardo Tapia         |
| 2006 | Juan José de la Rosa  | Irwin Aguilar         | Luis Macías           |
| 2007 | Juan Pablo Magallanes | Carlos López González | Francisco Matamoros   |
| 2008 | Luis Macías           | Bernardo Colex        | David Salomon         |
| 2009 | Florencio Ramos       | Antonio Aldape        | Juan Pablo Magallanes |
| 2010 | Carlos López González | Luis Macías           | Juan Manuel Sandoval  |
| 2011 | Francisco Matamoros   | Florencio Ramos       | Héctor Rangel         |
| 2012 | Luis Enrique Lemus    | Miguel Luis Álvarez   | Héctor Rangel         |
| 2013 | Luis Enrique Lemus    | Luis Pulido           | Miguel Luis Álvarez   |
| 2014 | Ignacio Sarabia       | Eder Frayre           | Francisco Matamoros   |
| 2015 | Ignacio Prado         | Ignacio Sarabia       | Miguel Luis Álvarez   |
| 2016 | Luis Enrique Lemus    | Miguel Luis Álvarez   | Eder Frayre           |
| 2017 | Efrén Santos          | Eduardo Corte         | Uri Martins           |
| 2018 | Orlando Garibay       | Ulises Castillo       | Iván Carbajal         |

### Sub-23
| Ano  | Ouro               | Prata           | Bronze             |
| 2006 | Luis Pulido        | Ramón López     | Juan Enrique Diaz  |
| 2007 | Eder Arenas        | Uriel Clara     | Omar Cervantes     |
| 2008 | Luis Pulido        | Elliott Vazquez | José Carlos Valdez |
| 2009 | Armando Aguilar    | Josué González  | Ivan Carbajal      |
| 2010 | Cesar Vaquera      |                 |                    |
| 2011 | René Corella       | Uri Martins     | Ángel Portillo     |
| 2012 | Luis Enrique Lemus | Flavio De Luna  | José Bravo         |

## Feminino

### Elite
| Ano  | Vencedor              | Segundo                      | Terceiro                           |
| ---- | --------------------- | ---------------------------- | ---------------------------------- |
| 2006 | Giuseppina Grassi     | Rosario Peralta              | Maribel Díaz Esquibel              |
| 2007 | Maribel Díaz Esquibel | Rosario Peralta              | Giuseppina Grassi                  |
| 2008 | Giuseppina Grassi     | Jessica Jurado               | Laura Lorenza Morfin Macouzet      |
| 2009 | Verónica Leal         | Sofía Arreola                | Jessica Jurado                     |
| 2010 | Verónica Leal         | Ana Teresa Casas             | Sofía Arreola                      |
| 2011 | Dulce Pliego          | Ana Teresa Casas             | Mayra Rocha                        |
| 2012 | Íngrid Drexel         | Giuseppina Grassi            | Carolina Rodríguez Gutiérrez       |
| 2013 | Íngrid Drexel         | Ana Teresa Casas             | Carolina Rodríguez Gutiérrez       |
| 2014 | Ana Teresa Casas      | Erika Varela                 | Jenny Rios                         |
| 2015 | Erika Varela          | Íngrid Drexel                | Marcela Prieto                     |
| 2016 | Ana María Hernandez   | Carolina Rodríguez Gutiérrez | Sofía Arreola                      |
| 2017 | Íngrid Drexel         | Carolina Rodríguez Gutiérrez | Marcela Prieto                     |
| 2018 | Brenda Santoyo        | Ariadna Gutiérrez            | Cynthia Teresita Covarrubias Rocha |
| 2019 | Anet Barrera Esparza  | Ariadna Gutiérrez            | Andrea Ramírez Fregoso             |
| 2020 | Maria Gaxiola         | Ana Teresa Casas             | Brenda Santoyo                     |
| 2021 | Lizbeth Salazar       | Maria Gaxiola                | Katia Martinez                     |
| 2022 |                       |                              |                                    |
| 2023 |                       |                              |                                    |
| 2024 |                       |                              |                                    |